# Silene nivalis
Silene nivalis är en nejlikväxtart som först beskrevs av Pál Kitaibel, och fick sitt nu gällande namn av Paul Rohrbach. 
Silene nivalis ingår i släktet glimmar och familjen nejlikväxter. Inga underarter finns listade i Catalogue of Life.